# Valdastillas
Valdastillas es un municipio de España, en la provincia de Cáceres, comunidad autónoma de Extremadura.
Está ubicado en las estribaciones de la sierra de Tormantos, en la comarca del Valle del Jerte. 
Tiene un área de 8,1 km², con una población de 3333 habitantes y una densidad de 45,43 hab/km².

## Geografía
Integrado en la comarca de Valle del Jerte, se sitúa a 102 kilómetros de la capital provincial. El término municipal está atravesado por la carretera N-110 entre los pK 381 y 383, además de por carreteras locales que comunican con Rebollar y Piornal. 
El relieve de Valdastillas se encuentra fuertemente caracterizado por el río Jerte. El valle ocupa la parte central de la superficie del término municipal, discurriendo por el mismo en la dirección NE-SO y formando a su paso las vegas de las Paridas y del Salobral. Genéricamente se puede calificar el relieve de Valdastillas de accidentado con diferentes grados de intensidad en todo el término, mayor a medida que nos acercamos al límite noroeste donde destaca la presencia de la Sierra Tras la Sierra. Allí el relieve se caracteriza por una pendiente mucho más acentuada, destacando la garganta de la Puria. Al sureste, tienen también importancia las gargantas de Bonal y de Marta, ya cerca de la sierra de Tormantos. La altitud oscila entre los 1504 metros en la Sierra Tras la Sierra y los 395 metros a orillas del río. El pueblo se alza a 638 metros sobre el nivel del mar. 
| Noroeste: Rebollar        | Norte: Rebollar y Navaconcejo | Noreste: Navaconcejo |
| Oeste: Jarilla y El Torno |                               | Este: Piornal        |
| Suroeste: El Torno        | Sur: Cabrero                  | Sureste: Piornal     |

## Historia
A la caída del Antiguo Régimen la localidad se constituye en municipio constitucional, conocido entonces como Valdastillas y Rebollar en la región de Extremadura. Desde 1834 quedó integrado en el partido judicial de Plasencia. En el censo de 1842 contaba con 80 hogares y 438 vecinos.
En la primera mitad del siglo XX disminuye el término del municipio porque independiza a Rebollar.

## Demografía
Valdastillas cuenta con una población de 319 habitantes (INE 2024).
| Gráfica de evolución demográfica de Valdastillas entre 1842 y 2021 |
| |
| Población de derecho según los censos de población del INE Población de hecho según los censos de población del INEEn este censo se denominaba Valdastillas y Rebollar: 1842. Entre el censo de 1930 y el anterior, disminuye el término del municipio porque independiza a Rebollar. |

## Patrimonio
Iglesia parroquial católica de Santa María de Gracia , en la archidiócesis de Mérida-Badajoz, diócesis de Plasencia, arciprestazgo de Cabezuela del Valle.

## Festividades
- El Cerezo en Flor, marzo

Santa Lucía (fiesta patronal), 13 de diciembre
Stmo Cristo del Humilladero, 14 de septiembre
Los Quintos, se celebra el día de Sábado Santo

## Personas destacadas
- Justiniano Sánchez García, poeta[8][9]